# Solente
Solente település Franciaországban, Oise megyében. Lakosainak száma 130 fő (2022. január 1.). Solente Beaulieu-les-Fontaines, Ognolles, Balâtre, Biarre, Champien és Cressy-Omencourt községekkel határos.

## Népesség
A település népessége az elmúlt években az alábbi módon változott:
| Lakosok száma | 131  | 130  | 138  | 141  | 142  | 138  | 134  | 130  |
|               | 2013 | 2015 | 2017 | 2018 | 2019 | 2020 | 2021 | 2022 |